# Masculino

Símbolo de Marte, asociado a lo masculino en la cultura grecorromana.

Masculino —también varonil o viril, cuando se aplica en el ser humano— es un adjetivo que en español o castellano se utiliza con diferentes significados, según se utilice para definir un concepto biológico, sociológico o gramatical.

## Biología
En biología, se utiliza masculino y femenino para señalar las diferencias sexuales en las especies oogámicas. Se denominan gametos masculinos a las células haploides que, en plantas y animales, generalmente son pequeñas y móviles. En plantas con semillas, el conjunto de gametos masculinos se denomina polen, el cual, en las flores, se ubica en los estambres. En animales, los gametos masculinos se denominan espermatozoides y, al menos en vertebrados, se producen en las gónadas masculinas llamadas testículos. En el ser humano, el sexo masculino se define por la producción de un tipo de células reproductivas especializadas denominadas espermatozoides o gametos masculinos. La otra mitad debe ser producida por un aparato reproductor diferente, que lleva el nombre de sexo femenino, la hembra humana, que produce óvulos o gametos femeninos. Los seres vivos sexuados se reproducen mediante la fusión de un óvulo producido por el sexo femenino y un espermatozoide producido por el sexo masculino, proceso denominado fertilización.  

## Sociología
En sociología, se utiliza masculino para denominar al género, a las personas de sexo biológico masculino. Las personas de género masculino se llaman varones aunque también se utiliza la palabra hombre en este sentido. Si bien el género masculino se asigna hegemónicamente a personas de sexo biológico masculino, existen varones u hombres transgénero, es decir persona con identidad de género masculina que no han nacido con ese sexo biológico. La manera concreta de expresar el género masculino más corrientemente aceptada, se llama masculinidad hegemónica.
Tanto en biología como en sociología se representa con el símbolo ♂ (Unicode: U+2642), un círculo con una flecha orientada hacia el cuadrante superior derecho, correspondiente al símbolo de Marte, dios romano representado por un escudo y una lanza.

## Gramática
En gramática se denomina género masculino a uno de los varios géneros gramaticales (femenino, masculino, neutro, ambiguo, común y epiceno) existentes en algunos idiomas. El pronombre él, por ejemplo, indica género masculino. Los sustantivos tienen flexión de número y de género, por ejemplo: el perro o los perros, el concepto o los conceptos. Los participios pasados tienen flexión de número y de género cuando se refieren a personas y animales, por ejemplo, el cachorro agredido o los cachorros agredidos, el vendedor cansado o los vendedores cansados. Los adjetivos tienen flexión de número y de género, por ejemplo, el caramelo rico o los ricos caramelos. El masculino genérico, es una regla gramatical del idioma español o castellano, que prescribe utilizar el masculino cuando se mencionan grupos de cosas de ambos géneros: por ejemplo, «mañana deben votar los ciudadanos de este país».  En el caso de nombres de seres vivos, no siempre existe correlación entre el género gramatical y el sexo.  Además, los géneros gramaticales no necesariamente se corresponden entre los distintos idiomas.